# Franco D'Attoma
Franco D'Attoma (Conversano, 24 febbraio 1923 – Perugia, 7 maggio 1991) è stato un imprenditore e dirigente sportivo italiano, presidente del Perugia dei miracoli che rimase imbattuto nella stagione 1978-79.

## Biografia
Nacque in Puglia da una famiglia benestante che esportava prodotti agricoli negli Stati Uniti. Frequentò un liceo pugliese e partì per l'Umbria conseguendo una laurea in Agraria all'Università degli studi di Perugia.
Innamorato della città capoluogo di regione si sposò con la signora Leyla Servadio, ed assieme al fratello di lei Leonardo, entrò nella direzione della storica industria d'abbigliamento Ellesse, rinomata universalmente che arrivò ad annoverare 1350 dipendenti, fino alla vendita nel 1993 ad una società inglese.
Lasciato il ruolo effettivo di management nell'azienda tessile, che di fatto inizierà il suo declino, D'Attoma si avvicinò alla gestione sportiva del Perugia, invitatovi da alcuni consiglieri comunali, in ansia per le modeste condizioni in cui versava la squadra calcistica (che si barcamenava tra altri e bassi in Serie B). Il futuro presidente coinvolse anche Spartaco Ghini, brillante industriale metallurgico, ed insieme nel 1974 misero le basi ad un ciclo che lasciò il segno nel mondo calcistico italiano. Dopo la prima promozione assoluta del club in Serie A, nel maggio 1975, il comune dovette costruire un nuovo stadio. L'attuale Stadio Renato Curi, edificato nella zona di Pian di Massiano, fu costruito dalle ditte di Ghini in soli tre mesi. L'impianto era considerato regolare per la sua capienza (circa 25.000 spettatori) ma provvisorio; tale stadio rimane la sede dei famosi "anni d'oro" e del Perugia dei miracoli, in cui una squadra composta da non solo giocatori ma soprattutto da un attento management era in grado di mettere in difficoltà squadre più blasonate e con potenziali maggiori.

D'Attoma presenta la divisa del Perugia per la stagione 1979-1980, esordio assoluto nel calcio italiano di uno sponsor di maglia.

Sarà ricordato a Perugia come Il presidentissimo principalmente per due rivoluzioni della gestione tecnico-economica del club, entrambe risalenti all'estate 1979: la prima fu l'introduzione delle sponsorizzazioni sulle maglie, allora vietata dalla FIGC; la seconda l'acquisto in prestito di atleti. Singolare il modo con cui D'Attoma aggirò le regole federali in fatto di sponsor; dato che soltanto il marchio tecnico era ammesso nelle casacche, il presidente fondò, in quattro e quattrotto, un maglificio con il nome di un pastificio, che di fatto era il vero sponsor, beffando il governo del calcio e aprendo la nuova era economica. Si arrivò perfino a scrivere il nome del pastificio (o maglificio) sull'erba dello stadio (anche le pubblicità sulle reti con due tonalità di bianco, che oggigiorno vediamo in tutte le partite, furono un'invenzione di D'Attoma), cosa che comportò multe salatissime, ma ormai l'onda non era più arginabile e la federazione l'anno successivo si adeguò, dando il via all'era moderna del pallone.
Anche l'acquisto di Paolo Rossi fece ammirare le non comuni doti di D'Attoma. Il L.R. Vicenza appena retrocesso non poteva portarsi dietro un simile campione, ed allora, superando tutti i grandi club metropolitani come Juventus, Milan ed Inter, il Perugia lo acquisì in prestito per una stagione, alla cifra record di 500 milioni.
Le memorie più felici con il Perugia sono legate alla stagione 1978-79, quando i Grifoni conclusero il campionato alle spalle del Milan campione d'Italia, senza però aver mai perduto una partita, prima squadra italiana a riuscirci e ancor più importante perché ottenuto con una cosiddetta "provinciale".
Tornò anche in epoche successive a dirigere la squadra, in momenti non proprio felici, e si distinse sempre per i suoi toni pacati e per la sua signorilità. I figli e i generi che possiedono importanti concessionarie di auto di lusso nella provincia, partecipano ancora oggi come sponsor secondari della società dei Grifoni.
Morì nel 1991 a causa di un male incurabile, dopo aver sempre aiutato le varie associazioni a sostegno della ricerca sul cancro.
Nel mese di settembre 2007, il Comune di Perugia ha intitolato a Franco D'Attoma il viale dello Stadio Curi che porta l'ingresso alla Curva Nord, quella dei tifosi di casa.